# آرماندو لوزانو
آرماندو لوزانو (انگلیسی: Armando Lozano؛ زادهٔ ۱۶ دسامبر ۱۹۸۴) بازیکن فوتبال اهل اسپانیا است.
از باشگاه‌هایی که در آن بازی کرده‌است می‌توان به باشگاه فوتبال نیویورک رد بولز، باشگاه فوتبال الچه، باشگاه فوتبال مالاگا، باشگاه فوتبال بارسلونا بی، باشگاه فوتبال بارسلونا، باشگاه فوتبال کوردوبا، و باشگاه فوتبال لوانته اشاره کرد.